# Sanchi
Sanchi (devangari sanskrt: भीमबेटका पाषाण आश्रय) je selo u oblasti Raisen, u središtu indijske države Madhya Pradesh, 46 km sjeverno od Bhopala i 10 km od Besnagara. Selo je 2001. godine imalo 6.785 stanovnika s 67% pismenog stanovništva, što je veći prosjek od državnog (59,5%).
Ime mu vjerojatno potječe od sanskrtskog izraza za "mjeriti", dok na hindskom Sancha znači "Humci od kamenja". U njemu se nalazi više budističkih spomenika izgrađenih od 3. stoljeća pr. Kr. do 12. stoljeća, zbog čega je jedno od najvažnijih mjesta hodočašća za budiste na svijetu. Zbog toga su Budistički spomenici Sanchija upisani na UNESCO-ov popis mjesta svjetske baštine u Aziji i Oceaniji 1989. godine.

## Povijest
Maurijski vladar Ašoka Veliki je u 3. stoljeću pr. Kr. dao izgraditi Veliku stupu u Sanchiju, preko mjesta gdje su se nalazile relikvije Bude. Stupa je uništena u 2. stoljeću pr. Kr., ali je ubrzo potpuno obnovljena i proširena tako da je njezina veličina gotovo udvostručena.
U razdolju dinastije Satavahana izgrađene su još dvije stupe i sveti put, što je zabilježeno na natpisu na vrhu arhitrava južnog portala:
Opadanjem popularnosti budizma u Indiji, spomenici u Sanchiju su zanemareni i počeli su propadati. Do 12. stoljeća je oko ovih ranih budističkih građevina izgrađen i veliki broj hinduističkih. Prvi zapadnjak koji ih je opisao bio je britanski general i povjesničar Taylor 1818. godine. Do 1881. godine mnogi amaterski arheolozi su nestručnim radom opustošili lokalitet, nakon čega su uslijedili radovi na obnovi. Od 1912. – 19. godine građevine su obnovljene u danačnji izgled, pod budnim okom povjesničara Sir Johna Marshalla. Danas se na ovom lokalitetu nalazi oko 50 građevina, uključujući tri stupe i nekoliko hramova.

## Znamenitosti
Velika stupa ima središte od jednostavne sferne građevine od opeke iz 3. stoljeća pr. Kr. u kojoj se nalaze Budine relikvije. Ona je okrunjena čatrom, konstrukcijom u obliku suncobrana čija je namjena bila da štuje i štiti relikvije. Kasnije je stupa proširena i okružena kamenim prstenom za cirkumambulaciju (procesija kruženja relikvijama), a kupola joj poravnana kako bi se smjestile tri čatre. Izgrađen je kameni zidić s balustradom oko stupe s četiri reljefima bogato ukrašene torane (budistički sveti portali) koje predstavljaju ljubav, mir, povjerenje i hrabrost. Iako su od kamena, one imaju oblik i ukrase na način kako se gradilo od drveta. Narativne skulpture prikazuju prizore iz života Bude, zajedno s prizorima iz svakodnevnog života, pa čak i osobe odjevene u grčku odjeću. Neobičnost tih prizora je u tome što se Buda nikada ne prikazuje u ljudskom obliku, nego životinjskom, jer se smatralo da je ljudsko tijelo za njega bilo preograničavajuće. Vrhovi su im ukrašeni budističkim simbolima poput šrivatse (kraljevsko božanstvo), tritane (tri svetosti) i dharme (kotač zakona) koji će kasnije postati ašokačakra i simbol indijske države.
Pored Velike stupe nalaze se još dvije manje, stupe budinih sljedbenika, koje oblikom prate oblik velike stupe, ali su skromnije u dimenzijama i ukrasima. Hram br. 17 je vjerojatno najstariji budistički hram iz Gupta razdoblja (320. – 550.). On ima plošno kvadratično svetište s trijemom na četiri stupa. Dok mu nunutrašnjost i tri strane nisu ukrašene, sprijeda je elegantno izrezbaren, zajedno s tri stupa trijema.
- Prilaz budističkim spomenicima
- Velika stupa u Sanchiju
- Zapadna torana
- Hodočasnici ispred stupe budinog učenika
- Ostaci budističkog samostana

## Poveznice
- Indijska umjetnost

## Vanjske poveznice
- Stupe Sanchija (engl.)
- Obnova budizma u Indiji  Arhivirana inačica izvorne stranice od 13. ožujka 2016. (Wayback Machine) (engl.)